# Stanford Stream Data Manager
Der Stanford Stream Data Manager (STREAM) ist ein Data Stream Management System, das an der Stanford University entwickelt wird. Das Programm ist Teil eines gleichnamigen Forschungsprojektes, das im Januar 2006 beendet wurde. Die Programmversion von Ende 2004 wird noch als Prototyp bezeichnet und ist im Quellcode verfügbar. Im Rahmen des STREAM-Projektes wurde auch die Continuous Query Language (CQL) als allgemeine Anfragesprache für Datenströme entwickelt.
STREAM ist als allgemeines Datenstrommanagementsystem nicht auf eine bestimmte Anwendung zugeschnitten. Es kann beispielsweise zur Überwachung des Datenverkehrs in Rechnernetzen angewandt werden. Vergleichbare alternative Systeme beziehungsweise Projekte sind Aurora von der Brandeis University, Brown University und dem MIT, TelegraphCQ aus Berkeley und PIPES von der Philipps-Universität Marburg.